# Suspense por M+
Suspense por M+ fue un canal de televisión por suscripción español, propiedad de Telefónica, que emitía en exclusiva en la plataforma Movistar Plus+. Su programación se destacaba por emitir exclusivamente películas y series de intriga o thriller.

## Historia
En julio de 2023, Movistar Plus+ anunció una remodelación completa de su oferta televisiva, que implicaba tanto la desaparición de algunos canales como la creación de otros, como Suspense por M+.
El día 1 de agosto, comenzó sus emisiones en pruebas en la plataforma emitiendo un bucle de continuidad.
El 21 de mayo de 2024, el canal finalizó sus emisiones.

## Disponibilidad
En España, el canal está disponible en exclusiva en Movistar Plus+, en el dial 20, en alta definición para clientes de fibra. También está disponible como canal de emisión lineal en el servicio de video bajo demanda, para clientes de Fusión como de Movistar Plus+ Lite.